# Acantholimon anzobicum
Acantholimon anzobicum är en triftväxtart som beskrevs av Igor Alexandrovich Linczevski. Acantholimon anzobicum ingår i släktet Acantholimon och familjen triftväxter. Inga underarter finns listade i Catalogue of Life.